# Ngatuhoa Falls
Die Ngatuhoa Falls sind ein Wasserfall in der Kaimai Range der Region Bay of Plenty auf der Nordinsel Neuseelands. Er liegt im Lauf des Ngatuhoa Stream, der einige Kilometer hinter dem Wasserfall in nordwestlicher Fließrichtung in den Opuiaki River mündet. Seine Fallhöhe über zwei Stufen beträgt rund 40 Meter.
Der Wasserfall ist über den Ngatuhoa Falls Track in einer Gehzeit von rund 40 Minuten erreichbar.